# 사롱 파티 걸
사롱 파티 걸(Sarong Party Girl, SPG)는 백인 남성에게 잘 보이려고 행동하고 옷을 입는 싱가포르 및 말레이시아 반도의 중국계 또는 말레이계 등의 아시아 여성을 뜻한다. 그 전형적인 모습은 짐 에이치슨(Jim Aitchison)이 1990대에 쓴 유머책, 영화 Saint Jack 등을 통해 나타났다.
어원은 1940년대 후반이나 1950년대 초반에 싱가포르를 영국이 통치하던 시절로 거슬러 올라간다.
태닝이 많이 된 피부, 이상한 외국어(영어) 억양, 옷차림 등으로 특징되며, 비키니(bikini)/탱크탑(tank-top)을 사롱(sarong)과 함께 입는다. 이 같은 패션은 현재 많이 변화되어 있으며, 대부분 클럽(nightclub) 등 백인 남성이 많은 곳에서 밤에 활동한다. 싱가포르의 오카드 타워(Orchard Towers), Boat Quay, Clarke Quay, Emerald Hill 및 시청(City Hall), Far East Square 주변에 많다.

## 같이 보기
- 앙 모